# Where You Are
«Where You Are» —en español: «Donde estas?» es una canción de Jessica Simpson, lanzada solo en Norteamérica durante el primer trimestre del año 2000, como el segundo sencillo del primer álbum de estudio de la cantante, Sweet Kisses. El sencillo cuenta con la colaboración de Nick Lachey.
«Where You Are» se convirtió en la segunda canción y el segundo sencillo de la cantante escrito y producido por Louis Biancaniello y Sam Watters. La canción es una clásica balada pop que habla acerca del amor. Con esta canción Simpson marca la diferencia de su carrera con las carreras de Britney Spears y Christina Aguilera, debido a que esta, había lanzado como sencillos debut dos baladas oscuras. 
El video musical de «Where You Are» fue dirigido por el director Kevin Bray, quien también ha trabajado con artista de la talla de Celine Dion, Whitney Houston, y Lauryn Hill. Fue firmado a finales de febrero de 2000, en un bosque montañoso de California. 
Al inicio la canción se consideraba un fracaso, sin embargo «Where You Are» logró convertirse en un éxito moderado. Llegó al puesto #62 del Billboard Hot 100, convirtiéndose en la segunda canción en entrar en el Hot 100 de Simpson. Tanto en Estados Unidos donde vendió más  100 copias y Canadá. Gracias a este tema Jessica ganó dos Teen Choice Awards en las categorías: Mejor Canción de Amor y Breakout en el 2000.

## Escritura y producción

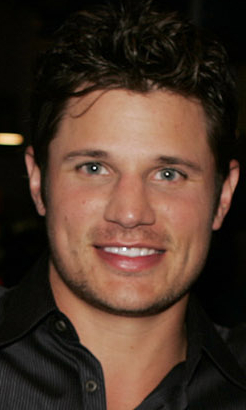
"Where You Are" cuenta con la participación de Nick Lachey

"Where You Are" fue escrita por Louis Biancaniello y Sam Watters (los dos también produjeron el disco) con la ayuda de A. Stamatopoulou. "Where You Are" es un clásica balada pop que habla acerca del amor, similar a otras canciones de la época en la que fue lanzada como sencillo, como "Walk Me Home" de Mandy Moore y "I Turn to You" de Christina Aguilera. Por su letra romántica, también se incluyó en la banda sonora de la película del año 2000 para adolescentes Here on Earth. La canción es una balada, creada sobre la base de acordes sofisticados y a surcos sonoros más nítidos. 
Fue compuesta en la tonalidad mi mayor y cuenta con un tempo de 76 pulsaciones por minuto. El rango vocal de Spears se extiende desde la nota fa menor3 hasta la nota do mayor5. 
La letra de "Where You Are" está construida en el formato verso-estribillo y está centrada en el primer amor. "Where You Are" es una dulce, grácil y melancólica balada construida principalmente sobre la base de una melodía de piano. La canción cuenta con un óptimo desempeño vocal de Britney Spears, quien canta utilizando eficazmente una de las notas musicales. 
En la canción la intérprete canta sobre estar enamorada de Nick Lachey, a través de líneas como: «Where you are / Where you and I will breathe together/ Once again/ We'll be dancing in the moonlight/ Just like we used to do/ And you'll be smilin back at me/ Only then will I be free/ When I can be/ Where you are» —«Dónde estás/ donde tu y yo respiremos juntos/ Otra vez, bailaremos a la luz de la luna/ Como solíamos hacerlo y tu me sonreirás/ Solo después seré libre.

## Vídeo musical
En febrero de 2000, Columbia Records prepara todo para la grabación de video musical del segundo sencillo de álbum debut de Simspon. A igual que I Wanna Love You Forever, "Where You Are", también era una balada oscura de amor. «Where You Are» fue dirigido por el director Kevin Bray, quien también ha trabajado con artista de la talla de Celine Dion, Whitney Houston, y Lauryn Hill. Éste es uno de los grandes responsables de la imagen virginal que la cantante proyectaba en los inicios de su carrera musical. Fue firmado en un bosque montañoso de California, Estados Unidos.  Como el canción es también de la banda sonora de Here on Earth, incluye escenas de la película.El debut de vídeo en el TRL de 17 de febrero de 2000 en el # 8.

## Desempeño comercial
"Where You Are", fue el segundo sencillo comercial de Sweet Kisses. El sencillo fue lanzado el 2 de enero de 2000, y se trazó en el número cinco en el Billboard Single Sales Chart. El sencillo, que no fue tan exitoso como su debut, llegó a vender alrededor de 100.000 copias en los EE. UU.. Solamente fue lanzado en América del norte. "Where You Are" debutó en Billboard Hot 100 el 1 de abril de 2000 en la posición #73, luego el 15 de abril de 2000 llega a su punto más alto en el Chart: #62 se mantuvo dos semanas en esta misma posición. 

## Formatos
US CD-sencillo
1. «Where You Are»
2. «Where You Are» (Lenny B's Club Mix)
3. «Where You Are» (Lenny B's Dub Mix)
4. «Where You Are» (Lenny B's Bonus Beatz)
5. «I Wanna Love You Forever» (Soul Solution Extended Club Vocal Version)

US Promo CD-sencillo
1. «Where You Are»
2. «Where You Are» (Radio Edit)

## Créditos
Personas
| *Escritores;– Louis Biancaniello, Sam Watters. - Producción;– Louis Biancaniello, Sam Watters, A. Stamatopoulou, Nick Lachey. - Voz principal:- Jessica Simpson. - Voz secundaria:- Nick Lachey. |

## Premios
Gracias a este tema Jessica ganó dos Teen Choice Awards en las categorías: Mejor Canción de Amor y Breakout en el 2000. 
| Año  | Ceremonia          | Categoría        | Resultado |
| ---- | ------------------ | ---------------- | --------- |
| 2000 | Teen Choice Awards | Choice Breakout  | Ganó      |
| 2000 | Teen Choice Awards | Choice Love Song | Ganó      |

## Posicionamiento

### Semanales
| País           | Ranking                      | Primera semana | Posición de ingreso | Mejor posición | Semanas en la mejor posición | Semanas en el ranking | Última semana |
| -------------- | ---------------------------- | -------------- | ------------------- | -------------- | ---------------------------- | --------------------- | ------------- |
| América        |                              |                |                     |                |                              |                       |               |
| Canadá         | Canadian Singles Chart       | —              | —                   | 22             | —                            | —                     | —             |
| Estados Unidos | Billboard Hot 100            | 01-04-2000     | 73                  | 62             | 2                            | 6                     | 06-05-2000    |
| Estados Unidos | Billboard Adult Contemporary | 01-04-2000     | 25                  | 23             | 1                            | 7                     | 13-05-2000    |
| Estados Unidos | Billboard Top 40 Mainstream  | 18-03-2000     | 36                  | 22             | 1                            | 9                     | 13-05-2000    |
| Estados Unidos | Billboard Radio Songs        | 01-04-2000     | 69                  | 62             | 1                            | 5                     | 29-04-2000    |